# Iljitschowo (Kaliningrad, Gurjewsk)
Iljitschowo (russisch Ильичёво, deutsch Görken) ist ein kleiner Ort in der russischen Oblast Kaliningrad. Er gehört zur kommunalen Selbstverwaltungseinheit Stadtkreis Gurjewsk im Rajon Gurjewsk.

## Geographische Lage
Iljitschowo liegt 16 Kilometer nordöstlich der Stadt Kaliningrad (Königsberg) an der Kommunalstraße 27K-080, die Georgijewskoje (Konradshorst) mit Stepnoje (Powarben) und Sokolowka (Damerau) verbindet. Bis 1945 war Powarben (russisch: Stepnoje) die nächste Bahnstation an der Bahnstrecke Prawten–Schaaksvitte (Lomonossowo–Kaschirskoje) der Königsberger Kleinbahn, die nicht mehr in Betrieb ist.

## Geschichte
Das frühere Gutsdorf Görken war zwischen 1874 und 1930 in den damals neu errichteten Amtsbezirk Powarben (heute russisch: Stepnoje) eingegliedert und gehörte zum Landkreis Königsberg (Preußen) im Regierungsbezirk Königsberg der preußischen Provinz Ostpreußen. Im Jahre 1910 waren in Görken 116 Einwohner registriert.
Am 30. September 1928 verlor der Gutsbezirk Görken seine Eigenständigkeit und wurde in die Landgemeinde Knöppelsdorf (heute russisch: Rasswet) eingemeindet. Knöppelsdorf gehörte zum Amtsbezirk Neuhausen (russisch: Gurjewsk), der von 1939 bis 1945 dem Landkreis Samland zugeordnet war.
Als Folge des Zweiten Weltkrieges kam Görken innerhalb des nördlichen Ostpreußens zur Sowjetunion. Im Jahr 1947 erhielt der Ort die russische Bezeichnung Iljitschowo und wurde gleichzeitig dem Dorfsowjet Kosmodemjanski selski Sowet im Rajon Gurjewsk zugeordnet. Später gelangte der Ort in den Marschalski selski Sowet. Von 2008 bis 2013 gehörte Iljitschowo zur Landgemeinde Chrabrowskoje selskoje posselenije und seither zum Stadtkreis Gurjewsk.

## Kirche
Die fast ausnahmslos evangelische Bevölkerung Görkens war vor 1945 in das Kirchspiel Schaaken mit Pfarrsitz in Kirche Schaaken (heute russisch: Schemtschuschnoje) eingepfarrt und gehörte somit zum Kirchenkreis Königsberg-Land II innerhalb der Kirchenprovinz Ostpreußen der Kirche der Altpreußischen Union. Heute liegt Iljitschjowo im Einzugsbereich der in den 1990er Jahren neu entstandenen evangelisch-lutherischen Gemeinde in Marschalskoje (Gallgarben), einer Filialgemeinde der Auferstehungskirche in Kaliningrad (Königsberg) in der Propstei Kaliningrad der Evangelisch-lutherischen Kirche Europäisches Russland (ELKER).

## Persönlichkeiten des Ortes
- Ernst Ludwig von Tippelskirch (1774–1840), preußischer Offizier, Stadtkommandant von Berlin
- Heinrich Conrad (1888–1941), memelländischer Politiker